# Ophiophragmus difficilis
Ophiophragmus difficilis är en ormstjärneart som beskrevs av Duncan 1887. Ophiophragmus difficilis ingår i släktet Ophiophragmus och familjen trådormstjärnor. Inga underarter finns listade i Catalogue of Life.